# 藏軍 (清朝)
藏军是清朝時存在于西藏地區的陆军，受清朝與西藏噶厦政府领导。

## 历史

### 1720-1792年

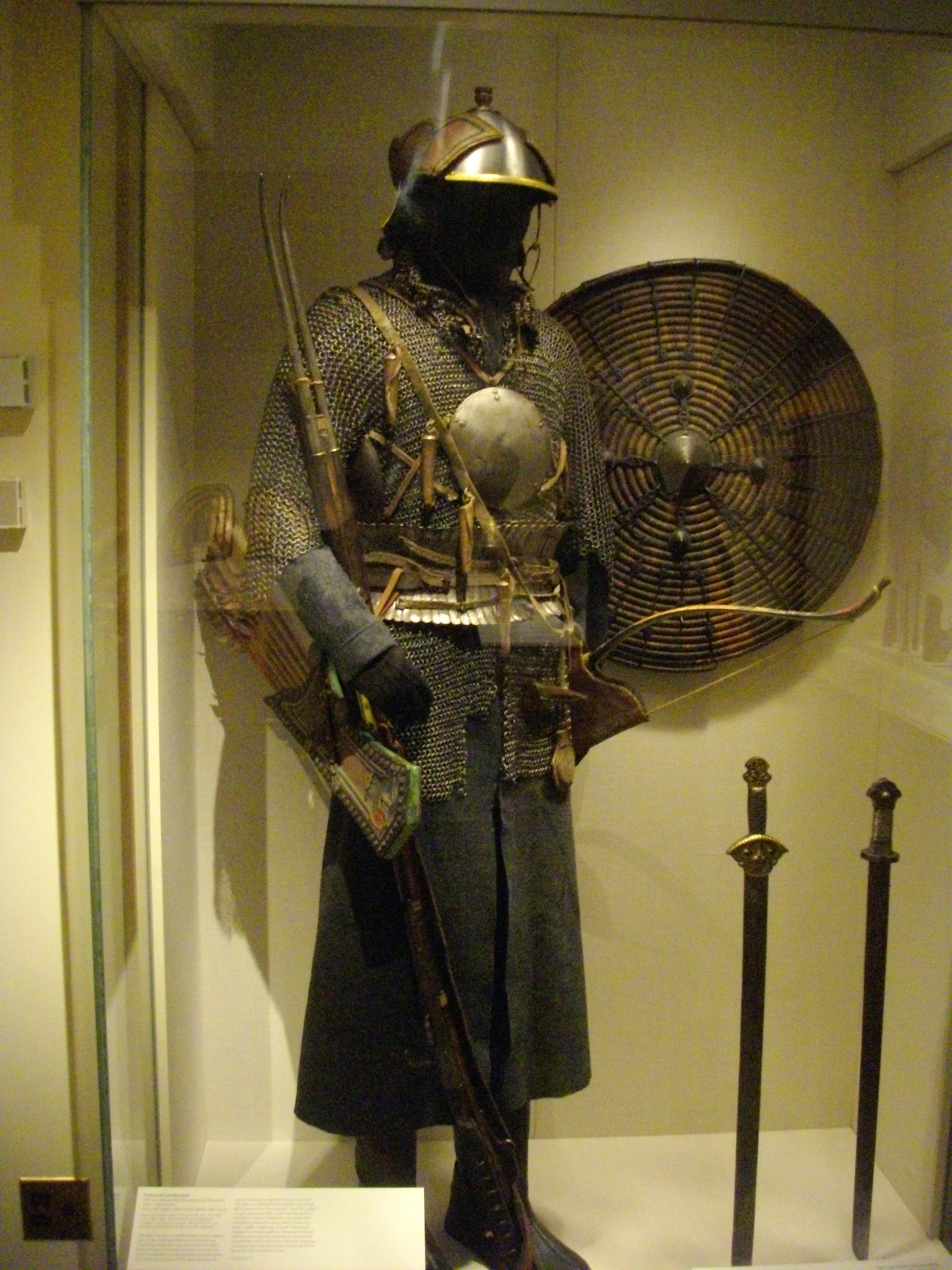
騎兵的盔甲

衛藏原來没有正规军队，有事临时征调，不仅缺乏作战能力，并且骚扰人民，为害很大。準噶爾被逐出西藏後，頗羅鼐於拉薩北郊興建了扎什營城，裝備操練了由騎兵1萬人、步兵1.5萬人組成的藏軍。自此，西藏有了一支乘騎、兵械較齊備，且訓練有素的職業常備軍，於西藏通往準噶爾部各條道路上「嚴設卡倫，準噶爾自是不敢窺藏」。此部隊不駐在拉薩附近，因此沒有參與1750年珠爾默特那木札勒之亂。《西藏善後章程》雖未解散此部隊，但改組後的噶廈並不如頗羅鼐支持它，因此戰力下降，在後來廓爾喀入侵時表露無遺。
乾隆五十三年（1788年）与乾隆五十六年（1791年），两次廓尔喀人入侵，藏军都是一触即溃。

### 1793-1846年
乾隆57年（1792年），福康安率清军击退了入侵西藏的廓尔喀人。福康安给乾隆的奏章中评论藏军：

卫藏地方久涵圣泽，人不知兵，番民习俗唯知诵经奉佛，于军旅之事平日并不讲求。及廓尔喀两次滋事，藏内番兵乘间即逃，遇敌即退，不能守御出力，固由番兵等怯懦性成，亦因平日练兵无道，毫无法制，势难使之振作。

乾隆采纳了福康安的整顿番兵，组建正规藏军的建议，乾隆58年（1793年）颁布《钦定藏内善后章程》决定在西藏正式编制三千一百六十二名藏军、三千四百五十名清军分驻拉萨、日喀则、江孜、定日。组建的藏军屬於清朝正规军，名义上享受清政府财政全额支付，兵员定额，升迁制度，粮饷待遇必须按照清制定律。但实际上所有军费支出都由噶厦负担。

“这次呈请大皇帝批准，成立三千名正规军队：前、后藏各驻一千名，江孜驻五百名，定日驻五百名，以上兵员由各主要地区征调，每五百名兵员委一代本管理。”

福康安组建的代本军，一半的军人使用火枪，30%使用弓箭，20%使用刀矛、藤牌，并配备了十四门新式武器“劈山大炮”。
第一次鸦片战争期間，英国鼓動锡克王国所属查谟土邦的大君古拉卜·辛格於1841年派遣著名的多格拉人（《清实录》卷370称“森巴夷番”）将领左拉瓦爾·辛格（《清实录》称“倭色尔”），在征服了巴尔蒂斯坦后不撤回克什米尔，而是留在了1834年就已征服的拉达克，率领部属5000人及数千巴尔蒂人、达拉克人，侵入西藏，企图征服拉萨。在占领了达坝、噶尔、杂仁等地营寨后，深入藏境12站，1700多华里。噶厦派遣外藏军队1000余人、拉萨及附近士兵300人、民兵1000余人迎战，另有援军500人，藏营所存劈山大炮前运以资攻剿。1841年12月10日在海拔4500米处的一个平原与谢脱拉（Shatra）（《清史稿》卷525称“戴琫”领兵，噶布伦尔等四面夹攻）率领的藏军决战，12月12日全军覆灭，左拉瓦爾·辛格右肩中弹，被藏军长矛刺入胸膛阵亡，仅有25人逃回克什米尔报告这一结局。836名俘虏在拉萨受到了噶厦的良好对待。
1841年11月中旬，由大金川千总阿木穰和瓦寺土舍索诺木文茂、瓦寺土司守备哈克里率领的近千名藏兵，从阿坝出征江浙参加第一次鸦片战争。魏源在《圣武记》中赞“金川兵一可当十”，骁勇善战，善用鸟枪，击人于百步之外，命中率高。 1842年3月10日四更时分，中国军队攻打英军据守的宁波府城的战斗打响。阿木穰率领四百藏兵为先锋，冲击西门。阿木穰和一百多名藏族士兵在巷战中陣亡。
|                                        | 他们的尸体厚厚地乱摊在四旁，说明他们是一种魁梧而壮健的人种……据说他们曾经决定不战胜即战死。他们的帽子具有一种特别不普通的样子，是用老虎面部的皮制的，附有老虎尾巴垂在他们身后。陣亡者身上每人有五六元，因此可以合理假定是發錢給他們，誘使他們進攻。 |
| ——英军海军上尉宾汉，《英军在华作战记》 | |

史学家夏燮在《中西纪事》中说：“四川土司一军首入郡中，其死事尤为惨烈。”3月15日，英军猛攻大宝山营地，镇海总兵朱贵、瓦寺土司守备哈克里等阵亡。慈城群众为纪念抗英烈士，于1843年捐资在大宝山西簏建起一座祠堂，称高节祠，祠中树立武显朱将军庙碑。庙碑和《慈溪县志》记载：“绅士议为大金川土司阿木穰、瓦寺土司喀克哩先于攻复郡城阵亡，忠义气合，可以附祀。”

### 1846-1912年
1846年（道光26年），驻藏大臣琦善改旧制为汉藏分理，駐藏清軍仍由驻藏大臣管辖，但是藏军6个代本3000名士兵改由噶厦政府直接管辖，負責地方治安，清庭事實上放棄了對藏军的管理權。
1888年1月下旬，英国军队从藏锡边境向隆吐山集结。二月，英军和藏军发生零星交火。至3月底，英军损失了百余士兵和1名军官。英军调来大炮等重武器，用密集的炮火逼退藏军，长驱直入，纳塘很快也失守。5月22日，3000多名藏军向盘踞在纳塘的英军营地发动偷袭。清政府驻藏帮办大臣升泰認為隆吐山屬於锡金，要求藏军停止对阵英军。9月英军发动了捻那、都纳之战。升泰同英国人议和，签订了《中英藏印条约》。

## 编制
藏军編制的最大單位稱为“玛噶”，字意为“兵营”、“营房”，相当于团。“玛噶”最大者1500人，稍大者1000人，多数为500人。开始只有十个团，按藏文三十个字母的顺序，藏军各部分别称为：
1. 噶当玛噶—第一团
2. 卡当玛噶—第二团
3. 喀当玛噶—第三团
4. 咬当玛噶—第四团
5. 贾当玛噶—第五团
6. 恰当玛噶—第六团
7. 甲当玛噶—第七团
8. 惹当玛噶—第八团
9. 打当玛噶—第九团
10. 地当玛噶—第十团

乾隆五十八年（公元1793年）《钦定藏内善后章程》规定了藏军的编制：
1. 每一「代本」(mda' dpon，也音譯為「戴琫」或「代奔」)管一「瑪噶」500名兵，相当于团长。「代本」意为掌箭官或弓箭长，每一代本以下设兩名「如本」。代本的官衔品级，此前均为世袭制。福康安建议由驻藏大臣和达赖喇嘛挑选年轻有为者充任，并发给执照，四品官。[9][10]
2. 每一「如本」管一「如喀」（藏意为队伍，营）250名兵，每一如本以下设兩名「甲本」。「如本」意为部队长（相当于营长）。
3. 每一「甲本」管125名兵，每一甲本以下设五名定本。甲校（藏意为百人单位），长官为甲本—藏意为百伕长（相当于连长）。
4. 每一定本管25名兵。定校、协敖（藏意为小单位），长官为定本—藏意为分队长（相当于排长）
5. 九校（藏意为十人单位），长官为九本—藏意为十伕长（相当于班长）
6. 阿校（藏意为五人单位），长官为阿本—藏意为五伕长（相当于小组长）